# 폐빈 박씨
폐빈 박씨(廢嬪 朴氏, 1598년 음력 3월 ~ 1623년 음력 5월)은 조선의 왕족으로, 조선 제15대 왕 광해군의 며느리이다. 광해군의 장자 왕세자 이지(王世子 李祬) 와 혼인하여 왕세자빈이 되었으나, 인조반정으로 광해군이 폐위되면서 남편과 함께 폐위되었다가 후에 자결하였다.

## 생애
본관은 밀양(密陽)으로, 아버지는 박자흥(朴自興)이며, 어머니는 광주 이씨(廣州 李氏)이다. 1611년(광해군 3년) 음력 8월 2일 세자빈 정식 간택을 통해 왕세자빈으로 간택되었다. 한편 박씨가 세자빈에 책봉된 것과 관련하여 광해군의 특지로 아버지 박자흥에게 6품의 관직이 제수되고, 조부 박승종에게는 숭정대부(崇政大夫), 외조부 이이첨에게는 가선대부(嘉善大夫)가 제수되었다.
1614년(광해군 6년) 음력 7월 5일에는 박씨의 출산을 위해 산실청이 차려졌으나, 이때 낳은 딸은 같은 해 음력 12월 19일에 요절하였다.
이후 1623년(인조 1년} 음력 3월 13일 인조반정이 일어나면서 광해군이 폐위되자, 박씨도 폐위되어 강화도로 쫓겨갈 때 함께 쫓겨가야 하는 신세가 됐다. 또 박씨의 조부 박승종과 아버지 박자흥은 반정 이튿날 모두 자결하였고, 외조부 이이첨은 그 아들들과 함께 참수되었다.
한편 유배 생활 중 박씨는 남편 이지와 함께 단식을 하거나 목을 매는 등 자결을 하려다 실패한 적도 있었다. 결국 약 2개월 후인 음력 5월 이지가 탈출을 위해 땅굴을 파고 도망치려다 붙잡히고, 박씨는 이지가 체포된 지 3일째 되던 날 스스로 목숨을 끊었다. 향년 26세이다. 한편 남편 이지는 박씨가 자결하고 약 한 달 후인 음력 6월 25일 처형되었다.
폐위된 관계로 시호 등은 없다.

## 가족 관계
본가 밀양 박씨
- 증조부 : 지돈녕부사 박안세(朴安世, 미상 ~ 1618)[11]
- 증조모 : 정경부인 창원 황씨(貞敬夫人 昌原 黄氏, 생몰년 미상)
  - 조부 : 의정부 영의정 박승종(議政府 領議政 朴承宗, 1562 ~ 1623)[12]
  - 조모 : 정경부인 김귀희(貞敬夫人 金貴姬, 1561 ~ ?)[13]
    - 아버지 : 형조참판 박자흥(刑曹參判 朴自興, 1581 ~ 1623)[14]

  - 외조부 : 예조판서 이이첨(禮曹判書 李爾瞻, 1560~1623)
  - 외조모 : 전주 이씨(全州 李氏, 1560~?)[15]
    - 어머니 : 정부인 광주 이씨(貞夫人 廣州 李氏)

시가 전주 이씨
- 시조부 : 제14대 선조(宣祖, 1552~1608, 재위 1567~1608)
- 시조모 : 공빈 김씨(恭嬪 金氏, 1553~1577)
  - 시아버지 : 제15대 광해군(光海君, 1575~1641, 재위:1608~1623)
  - 시어머니 : 폐비 유씨(廢妃 柳氏, 1576~1623)
    - 남편 : 폐세자 지(廢世子 祬, 1598~1623)
      - 딸 : 군주(郡主, 1614~1614)